# Гавриловка (городской округ город Дзержинск)
Гаври́ловка — посёлок (с 1941 по 2021 — рабочий посёлок) в Нижегородской области России. Входит в состав городского округа город Дзержинск.

## География
Расположен в 28 км к западу от Нижнего Новгорода, в 21 км к востоку от Дзержинска.

## История
Близ посёлка открыта Гавриловская стоянка волосовской культуры (начало II тысячелетия до н. э.).
В 1941 году Гавриловка стала посёлком городского типа, получив статус рабочего посёлка.
В 2010 году началось строительство церкви в честь Архангела Гавриила; в апреле 2011 года началось возведение стен.
В 2021 году рабочий посёлок Гавриловка преобразован в сельский населённый пункт (посёлок), образовав сельсовет Гавриловка.

## Население
| 1989 | 2002 | 2009 | 2010 | 2012 | 2013 | 2014 |
| ---- | ---- | ---- | ---- | ---- | ---- | ---- |
| 740  | ↘712 | ↘609 | ↗803 | ↘784 | ↗787 | ↗790 |
| 2015 | 2016 | 2017 | 2018 | 2019 | 2020 | 2021 |
| ↗827 | ↗845 | ↗856 | ↘852 | ↘849 | ↘834 | →834 |